# 雪納瑞
雪納瑞（德語：Schnauzer），又称史纳莎，是一种原產於德國的犬種。此犬種的特徵在於其鼻子周圍有很長的毛覆蓋住，常見的毛色有黑色及銀灰等，白色及其他顏色並不是AKC認可的毛色，UKC則認可白色及以上三種顏色，目前該品種允許剪耳與未剪耳兩種標準，美國迷你雪納瑞俱樂部推薦的剪耳年齡是7至12周。

## 简介

### 智力
此犬種的智力高於平均水準，且思考獨立。第二版的《犬类智商》工作服從能力方面，迷你雪納瑞於小型犬中排名12名，標準雪納瑞於標準犬中排名18名，巨型雪納瑞則於巨型犬中排名28名。於本能方面，迷你雪納瑞於看門方面排名第5，巨型雪納瑞於護衛方面排名第6。於適應能力方面，三種尺寸皆可表現出良好的解決能力。

### 外觀
雪納瑞擁有獨特的鬍鬚與羽狀眉，根據品種的不同，一般可能會出現的顏色有椒鹽灰、黑色、白色及棕色。
- 迷你雪納瑞：白色、黑色、銀黑色、椒鹽灰[1][2]
- 標準雪納瑞：椒鹽灰、黑色[5]
- 巨型雪納瑞：黑色、黑棕、黄褐色、椒鹽灰[6]

## 育種標準
依其體型的大小，可以分為3個不同的獨立品種：
- 迷你雪納瑞出現於18世紀末，科學家認為是此品種的雪納瑞是由標準雪納瑞與較小的犬種（如猴㹴[7][8][9]、迷你貴賓犬[10][11]等）配種而來，世界上第一隻註冊的迷你雪納瑞是於1898年在德國註冊[2]。早期可能是為了捕鼠而培育，現今則是以伴侶犬姿態出現。於北美被歸類於梗犬組[12]， 於英國、澳洲及紐西蘭則被歸類於“utility group”。擁有活潑、聰明、服從及友善等優點[2]，2021年AKC最受歡迎犬種排名第18名。[13][14]
- 標準雪納瑞（Standard Schnauzers）為迷你與巨型兩種尺寸的原型，此犬種出現於1880年代的德國[15]，而其的祖先最早可以追朔至14世紀，培育時所可能選擇的犬種為黑色貴賓犬、灰色凱斯犬及剛毛杜賓犬。[16]此品種當初用於看門及捕鼠，近代則有作為戰時傳遞訊息、警犬等，屬於多功能犬。這是一種非常健康的犬種，美國標準雪納瑞俱樂部於2008年曾做過調查，約只有1%的標準雪納瑞有嚴重的健康問題。[17][18]2021年AKC最受歡迎犬種排名第96名。[13]
- 巨型雪納瑞（Giant Schnauzers）出現於16世紀未，作為牧羊犬及看門犬之用，現代則是用作警犬[19]，此犬種的起源可能有標準雪納瑞犬、大丹犬、毛髮較粗的牧羊犬及法蘭德斯畜牧犬（Bouvier des Flandres）[20]。2021年AKC最受歡迎犬種排名第65名。[13]